# Perissopneumon cellulosa
Perissopneumon cellulosa är en insektsart som först beskrevs av Takahashi 1942.  Perissopneumon cellulosa ingår i släktet Perissopneumon och familjen pärlsköldlöss.
Artens utbredningsområde är Thailand. Inga underarter finns listade i Catalogue of Life.